# Peter Scherrer
Peter Gerhard Scherrer (* 14. März 1958 in Linz) ist ein österreichischer Klassischer und Provinzialrömischer Archäologe.

## Leben
Peter Scherrer studierte von 1977 bis 1985 Klassische Archäologie sowie Alte Geschichte an der Universität Wien. Er schloss sein Studium im Juni 1985 mit der Promotion zum Thema Der Kult der namentlich bezeugten Gottheiten im römerzeitlichen Noricum in Wien bei Gerhard Dobesch ab. Schon während des Studiums nahm er 1980 an Ausgrabungen des Deutschen Archäologischen Instituts (DAI) in Karthago sowie 1980 bis 1982 an Ausgrabungen des Österreichischen Archäologischen Instituts (ÖAI) in Erythrai und Ephesos teil. Es folgte 1984 die Teilnahme am Restaurierungsprojekt des Ekklesiasterion in Metapont für die Abteilung Rom des DAI. 1985 war er im Rahmen des Wiener U-Bahn-Baus mit den Ausgrabungen der Wiener Stadtmauern und des Stubentors am Stubenring sowie der gotischen Kapelle am Minoritenplatz betraut.
1986 wurde Scherrer Mitarbeiter des Österreichischen Archäologischen Instituts, für das er bis 2008 tätig blieb. Hier beteiligte er sich unter anderem an den österreichischen Ausgrabungen in Ephesos – seit 1987 als Mitglied des Grabungsstabes in Ephesos, seit 1993 als Mitglied des Direktoriums der Ausgrabung Ephesos – und in Österreich seit 1988 mit den römischen Hinterlassenschaften in St. Pölten (Aelium Cetium) sowie 1988 bis 1991 als Leiter der Ausgrabungen einer römischen Villa in Deutschkreutz. 2005 habilitierte er sich an der Universität Salzburg. Seit 1995 war Scherrer Lektor für Klassische Archäologie an der Universität Wien, seit 2001 an der Universität Salzburg. 2002 wurde Scherrer Mitarbeiter am internationalen Forschungsprojekt Fontes epigraphici religionis Celticae Anticae. Von 2004 bis 2007 war er Vertreter Österreichs am Forschungsprojekt Transformation, 2005 bis 2007 leitete er das Forschungsprojekt Wirtschaftsarchäologie in Nordostnoricum. 2007/08 war er verantwortlicher Leiter der Carnuntum-Forschung am ÖAI.
2008 wurde Scherrer als Professor für Klassische und Provinzialrömische Archäologie an die Universität Graz berufen und zum Vorstand des Instituts für Archäologie. Er besetzte nach mehreren Jahren Vakanz die zuletzt von Thuri Lorenz bekleidete Professur. 2006/2007 war er dort bereits Gastprofessor. Er wurde Gründungsleiter des Zentrums Antike und Leiter der Universitätsmuseen Graz. 2011 wurde er Vizerektor für Forschung und Nachwuchsförderung der Universität und ist damit in der Hierarchie der Hochschule vierter Stellvertreter der Rektorin Christa Neuper.
Scherrer ist seit 2002 Herausgeber der Fachzeitschrift Römisches Österreich, seit 1987 Mitherausgeber der Pro Austria Romana und seit 2011 Mitherausgeber der Fachzeitschrift Keryx – Zeitschrift für Antike. Zudem gibt er seit 2008 die Monografienreihe Austria Antiqua heraus. 1992 erhielt er den Förderpreis für Kultur und Wissenschaft des Landes Niederösterreich. Der Autor hat mehr als 100 Zeitschriftenbeiträge und fast 20 Bücher als Autor oder Herausgeber veröffentlicht. Seit 2002 ist er Vorsitzender der Österreichischen Gesellschaft für Archäologie. 2004 wurde er zum korrespondierenden Mitglied des Deutschen Archäologischen Instituts gewählt, zwei Jahre später für seine Verdienste um die Archäologie in Slowenien zum auswärtigen Mitglied der Slowenischen Archäologischen Gesellschaft. 2004 erhielt er auch den Förderpreis für Wissenschaft und Kunst der Landeshauptstadt St. Pölten, 2009 das Ehrenzeichen vom Hl. Hippolyt in Gold für besondere Verdienste um die Diözese St. Pölten.

## Schriften
- Grabbau – Wohnbau – Turmburg – Praetorium. Angeblich römerzeitliche Sakralbauten und behauptete heidnisch-christliche Kultkontinuitäten in Noricum (= Berichte und Materialien des Österreichischen Archäologischen Instituts Wien. Heft 4). Österreichisches Archäologisches Institut, Wien 1992, ISBN 3-900305-12-9.
- Herausgeber: Ephesos, der neue Führer. 100 Jahre österreichische Ausgrabungen 1895–1995. Österreichisches Archäologisches Institut, Wien 1995, ISBN 3-900305-19-6.
- St. Pölten, Landeshauptstadt aus römischen Wurzeln. Ergebnisse der Stadtarchäologie 1988–1998. Landeshauptstadt St. Pölten und Österreichisches Archäologisches Institut, St. Pölten und Wien 1998, ISBN 3-900305-26-9.
- Herausgeber: Steine und Wege. Festschrift für Dieter Knibbe zum 65. Geburtstag (= Sonderschriften des Österreichischen Archäologischen Instituts. Band 32). Österreichisches Archäologisches Institut, Wien 1999, ISBN 3-900305-29-3.
- mit Ronald Risy: Municipium Aelium Cetium – Landeshauptstadt St. Pölten. Archäologische Grabungen und Forschungen 1999–2005 (= Hippolytus. Beiheft 5). Bischöfliches Ordinariat St. Pölten, St. Pölten 2005.
- mit Elisabeth Trinkl: Die Tetragonos-Agora in Ephesos. Grabungsberichte von archaischer bis byzantinischer Zeit. Ein Überblick. Befunde und Funde klassischer Zeit (= Forschungen in Ephesos. Band 13,2). Österreichisches Archäologisches Institut, Wien 2006, ISBN 3-7001-3632-3.
- Herausgeber: Domus – das Haus in den Städten der römischen Donauprovinzen. Akten des 3. Internationalen Symposiums über Römische Städte in Noricum und Pannonien (= Sonderschriften des Österreichischen Archäologischen Instituts. Band 44). Österreichisches Archäologisches Institut, Wien 2008, ISBN 978-3-900305-52-9.
- mit Gabriele Scharrer-Liška: Hafner, Händler, Franziskaner. Archäologische Untersuchungen zum Mittelalter in St. Pölten (= Beiträge zur Mittelalterarchäologie in Österreich. Beiheft 8). Österreichisches Archäologisches Institut, Wien 2010.
- Herausgeber: Lignum – Holz in der Antike (= Keryx. Band 1). Uni-Press Graz, Graz 2011, ISBN 978-3-902666-16-1.
- Die 50 bekanntesten archäologischen Stätten in Österreich. Nünnerich-Asmus, Mainz 2016, ISBN 978-3-943904-94-9.
- mit Ernst Rudolf: The Octagon of Arsinoë IV in Ephesos. A Ptolemaic queen’s tomb at the transition from a Hellenistic to a Roman imperial city. Nünnerich-Asmus, Oppenheim am Rhein 2024, ISBN 978-3-96176-250-7.